# Daniel Senesael

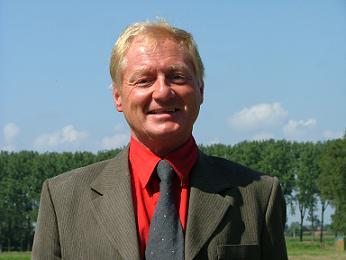
Daniel Senesael

Daniel Senesael (Doornik, 13 januari 1957) is een Belgisch politicus voor de PS en voormalig burgemeester van de Henegouwse gemeente Estaimpuis.

## Biografie
Senesael behaalde in 1974 een diploma boekhouden aan het Institut Technique de l'Etat in Moeskroen en in 1976 haalde hij het diploma van geaggregeerde in het lager secundair onderwijs aan de normaalschool van Doornik. Van 1976 tot 1978 werkte hij als leraar Frans, geschiedenis en zedenleer in verschillende scholen in de regio van Doornik. Daarna was hij van 1978 tot 1979 als gewetensbezwaarde werkzaam bij de Nationale Dienst van Socialistische Bibliotheken en Bibliothecarissen, waarna hij terugkeerde naar het onderwijs.
Vanaf 1976 militeerde hij voor de PS, de partij waarvoor Senesael een lokale afdeling oprichtte in Saint-Léger, een deelgemeente van Steenput. In oktober 1982 werd hij er verkozen tot gemeenteraadslid. Hij zetelde er twee legislaturen lang in de oppositie en werd daarna begin 1995 burgemeester van de gemeente.
Van 1989 tot 1991 was Senesael eveneens adjunct-kabinetschef van toenmalig Waals minister André Baudson en daarna was hij van 1991 tot 2004 attaché op verschillende Waalse ministeriële kabinetten. Van 2003 tot 2004 was hij voorzitter van de raad van bestuur van de openbare vervoersmaatschappij TEC in Henegouwen en van 2007 tot 2015 voorzitter van de PS-federatie van Waals-Picardië. 
Senesael werd ook politiek actief op nationaal niveau. Van 2004 tot 2014 zetelde hij voor het arrondissement Doornik-Aat-Moeskroen in het Waals Parlement en het Parlement van de Franse Gemeenschap. In dit laatste parlement was hij van 2009 tot 2014 voorzitter van de commissie Kinderen, Onderzoek, Openbaar Ambt en Schoolgebouwen. Van 2014 tot 2024 was hij voor de kieskring Henegouwen lid van de Kamer van volksvertegenwoordigers, waar Senesael zich ging verdiepen in binnenlandse zaken en mobiliteit. Bij de federale verkiezingen van juni 2024 raakte hij als lijstduwer niet herkozen.
Bij de gemeenteraadsverkiezingen van 2024 werd hij herkozen met de meeste voorkeurstemmen, maar hij besloot na de verkiezingen een stap opzij te zetten, onder meer om gezondheidsreden. Hij liet de burgemeesterspost over aan lijstgenoot Frédéric Di Lorenzo.